# Philipp von Hoerde
Philipp von Hoerde zu Boke (* 1455; † 28. Juni 1510) war Herr auf Burg Boke, Dompropst in Münster und Landdrost des Herzogtums Westfalen.

## Leben
Die Eltern waren Bernhard von Hoerde und Godeke von Reden.
Nach einer Legende unternahm von Hörde eine Wallfahrt ins heilige Land, brachte von dort einen Splitter vom Heiligen Kreuz mit und schenkte diese Reliquie der Kirche in Delbrück. Daraus entstanden die Kreuzverehrung im Delbrücker Land und die Delbrücker Kreuztracht am Karfreitag. Nachweisbar ist der Ankauf von Reliquien.
In Münster nahm er die Stellung eines Dompropstes ein. Als weltlicher Stellvertreter des Kölner Erzbischofs Hermann IV. von Hessen im Herzogtum Westfalen wird er 1490 genannt, als von Hörde auf dem Gelände des Oberfreistuhls in Arnsberg dem Generalkapitel der Freigrafen vorsaß. Er vertrat dort den Erzbischof in seiner Funktion als Stuhlherr.
Im Jahr 1485 stiftete von Hörde das Kloster Störmede. Um 1490 heiratete er Anna von Nesselrode zu Ehreshoven.
Im Gegensatz zu seinen Vorgängern im Amt des führenden kurfürstlichen Beamten im Herzogtum wurde von Hörde in einer Urkunde von 1493 als Landdrost („Drossetus generalis, Ducatus Westfalie“) bezeichnet. Das Amt als Stellvertreter des Landesherrn übte er bis 1496 aus. Als er aus gesundheitlichen Gründen zurücktrat, wurde ihm von Erzbischof Hermann von Hessen zum Dank insbesondere für die Unterstützung während der Kölner Stiftsfehde eine Rente von 100 Gulden pro Jahr gewährt. Sein Nachfolger wurde Jaspar von Oer.
Auf seiner Burg ließ er 1502 eine Kapelle zur Verehrung der heiligen Anna errichten. Im Jahr 1506 vermittelte von Hörde zwischen den Bürgern von Delbrück und dem Bischof in Paderborn.
Nach von Hörde ist heute eine Schule sowie eine Straße in Delbrück benannt.